# Grey (rzeka)
Grey (maor. Māwheranui) – rzeka w Nowej Zelandii, na Wyspie Południowej. Ma 121 km długości. Wypływa z pasma górskiego Spenser Mountains, płynie w kierunku południowo-zachodnim, uchodzi do Morza Tasmana w mieście Greymouth. Została nazwana przez Thomasa Brunnera na cześć George'a Edwarda Greya. Jej nazwa w języku maoryskim oznacza szeroki i rozległy, co odnosi się do ujścia rzeki.